# Mount Barsoum
Mount Barsoum är ett berg i Antarktis. Det ligger i Västantarktis. Chile gör anspråk på området. Toppen på Mount Barsoum är 1 575 meter över havet.
Terrängen runt Mount Barsoum är en högslätt. Trakten är obefolkad. Det finns inga samhällen i närheten.